# Forma cuadrática ternaria de Ramanujan
En matemáticas, en el campo de la teoría de números, una forma cuadrática ternaria de Ramanujan es la expresión algebraica x2 + y2 + 10z2 con valores enteros para “x”, “y” y “z”. Srinivasa Ramanujan consideró esta expresión en una nota al pie de página en un artículo publicado en 1916 y discutió brevemente la representabilidad de los enteros en esta forma. Después de dar condiciones necesarias y suficientes de que un número entero no se puede representar en la forma ax2 + by2 + cz2 para ciertos valores específicos de a, b y c, observó en una nota al pie que: "(estos) resultados nos puede tentar a suponer que existen resultados simples similares para la forma ax2 + by2 + cz2 cualesquiera que sean los valores de a, b y c. Parece, sin embargo, que en la mayoría de los casos no existen resultados tan simples". Para corroborar esta observación, Ramanujan discutió la forma que ahora se conoce como la forma cuadrática ternaria de Ramanujan. 

## Propiedades descubiertas por Ramanujan
En su artículo de 1916 Ramanujan hizo las siguientes observaciones sobre la forma x2 + y2 + 10z2: 
- Los números pares que no tienen la forma x2 + y2 + 10z2 son del tipo 4λ (16μ + 6)
- Los números impares que no tienen la forma x2 + y2 + 10z2, a saber. 3, 7, 21, 31, 33, 43, 67, 79, 87, 133, 217, 219, 223, 253, 307, 391, ... no parecen obedecer ninguna ley simple.

## Números impares más allá de 391
Al colocar puntos suspensivos al final de la lista de números impares no representables como x2 +  y2 + 10 z2, Ramanujan indicó que su lista estaba incompleta. No estaba claro si pretendía que fuera una lista finita o una lista infinita. Esto llevó a otros matemáticos a buscar números impares. En 1927, Burton W. Jones y Gordon Pall descubrieron que el número 679 no podía expresarse en la forma x2 + y2 + 10z2 y también verificaron que no había otros números por debajo de 2000. Esto llevó a una conjetura temprana de que los diecisiete números, (los dieciséis números en la lista de Ramanujan y el número descubierto por ellos), eran los únicos números impares que no se pueden representar como x2 + y2 + 10z2. Sin embargo, en 1941, H Gupta demostró que el número 2719 no podía representarse como x2 + y2 + 10z2. También verificó que no había otros números por debajo de 20000. El progreso en esta dirección se produjo solo después del desarrollo de las computadoras modernas. W. Galway escribió un programa de computadora para determinar enteros impares no expresables como x2 + y2 + 10z2, y verificó que solo hay dieciocho números menores que 2 × 1010 no representables en la forma x2 + y2 + 10z2. Basado en los cálculos de Galway, Ken Ono y K. Soundararajan formularon la siguiente conjetura: 
Los enteros positivos impares que no tienen la forma x 2 + y2 + 10z2 son: 3, 7, 21, 31, 33, 43, 67, 79, 87, 133, 217, 219, 223, 253, 307, 391, 679, 2719 .

## Algunos resultados conocidos
La conjetura de Ken Ono y Soundararajan no se ha resuelto completamente. Sin embargo, además de los resultados enunciados por Ramanujan, se han establecido algunos resultados más generales sobre el formulario. Las pruebas de algunos de ellos son bastante simples, mientras que las de los otros implican conceptos y argumentos bastante complicados.
- Cada entero de la forma 10 n   +   5 está representado por la forma cuadrática ternaria de Ramanujan.
- Si n es un número entero impar que no está libre de cuadrados, entonces se puede representar en la forma x2 + y2 + 10z2 .
- Solo hay un número finito de enteros impares que no se pueden representar en la forma x2 + y2 + 10 z2 .
- Si la hipótesis generalizada de Riemann es cierta, entonces la conjetura de Ono y Soundararajan también es cierta.
- La forma cuadrática ternaria de Ramanujan no es regular en el sentido de L. E. Dickson.[5]